# Jakub Štědroň
Jakub Štědroň (* 22. května 1979 Praha) je ředitel domu národnostních menšin v Praze a politik České strany sociálně demokratické.
Ve volbách do Senátu PČR v roce 2020 kandidoval za ČSSD v obvodu č. 27 – Praha 1. Se ziskem 3,24 % hlasů skončil na 7. místě a do druhého kola nepostoupil.
V komunálních volbách v roce 2022 kandidoval do Zastupitelstva hlavního města Prahy z 12. místa kandidátky koalice Solidarita, kterou tvořili ČSSD, Zelení, Budoucnost a Idealisté, ale neuspěl. Zároveň kandidoval do zastupitelstva Prahy 6 z 12. místa kandidátky koalice Solidarita pro Prahu 6, kterou tvořily ČSSD a Levice, ale také neuspěl.